# Pachnobia coerulescens
Pachnobia coerulescens là một loài bướm đêm trong họ Noctuidae.